# Używanie narzędzi przez zwierzęta

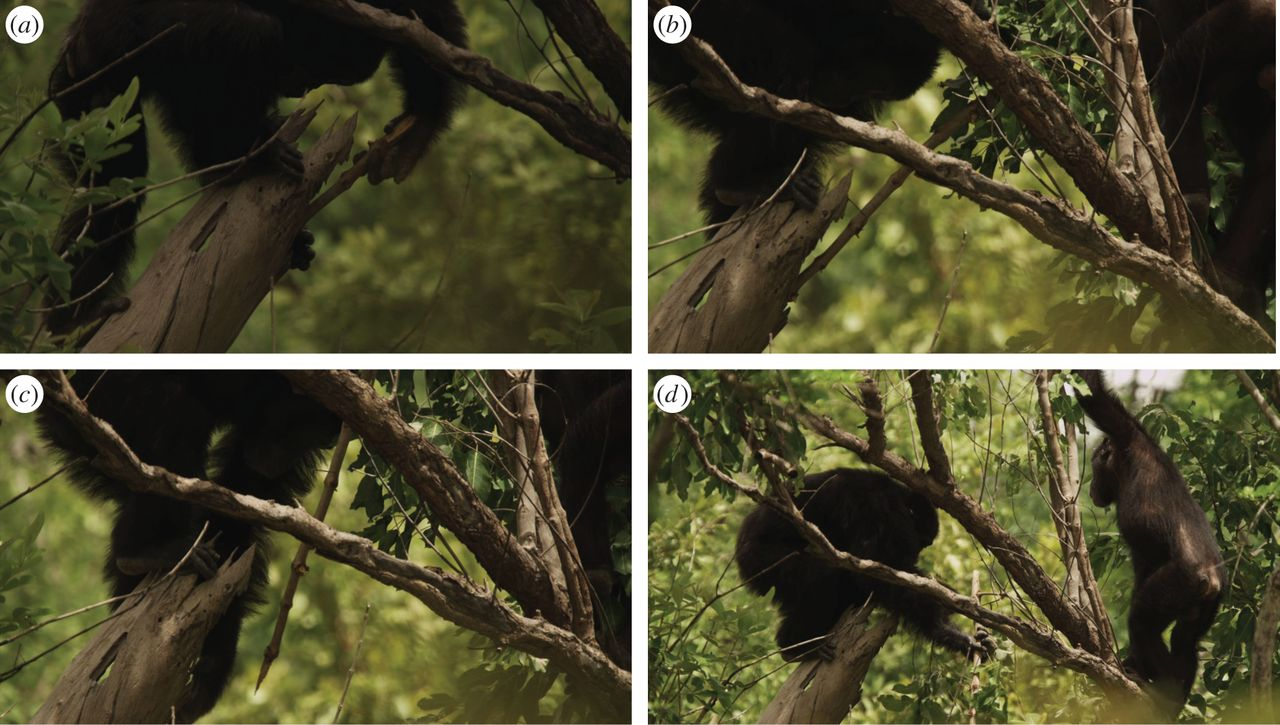
Szympans zwyczajny używa naostrzonej gałęzi drzewa do zakończonego sukcesem polowania na galago

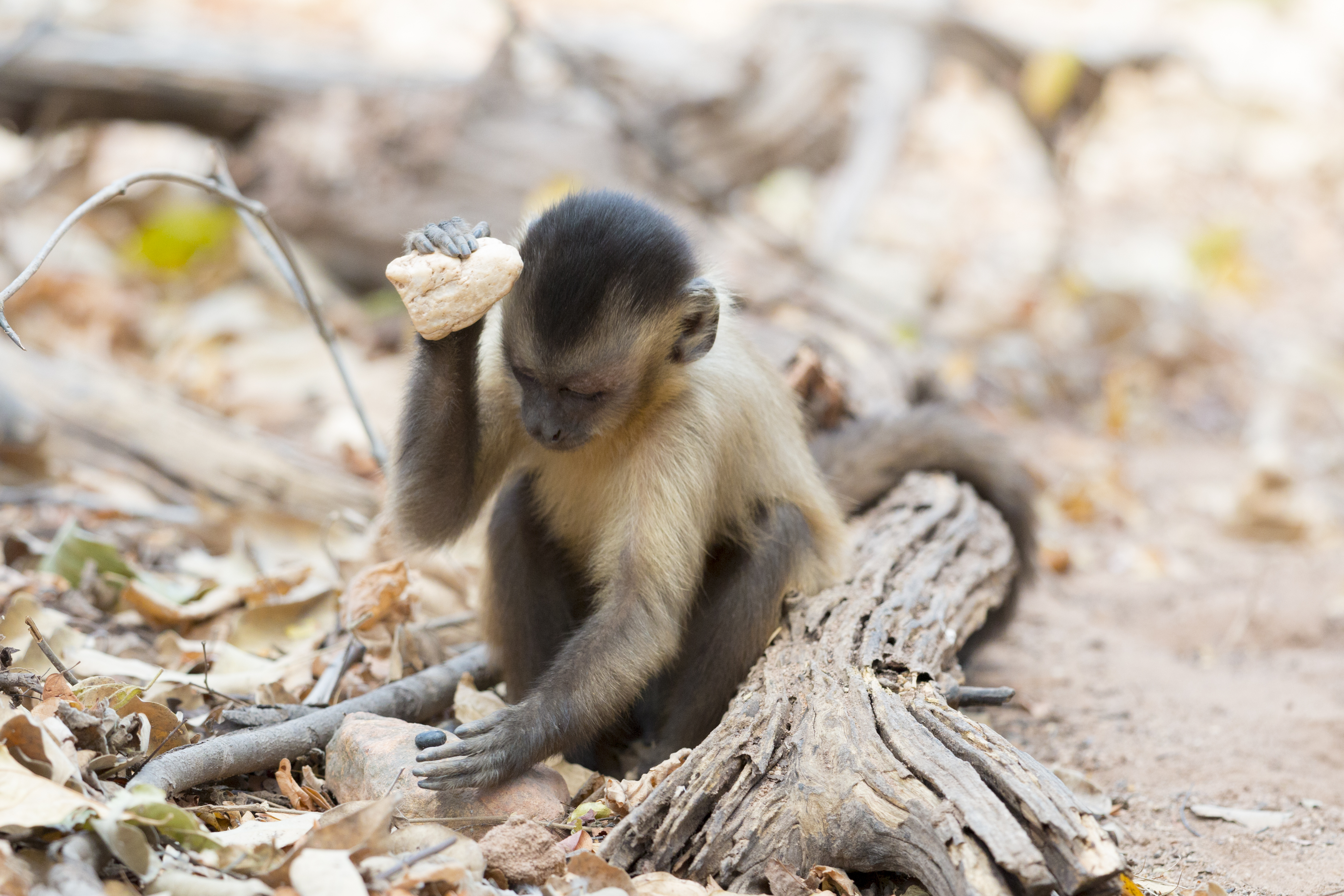
Kapucynka brodata wykorzystuje kamień do rozłupania pestki

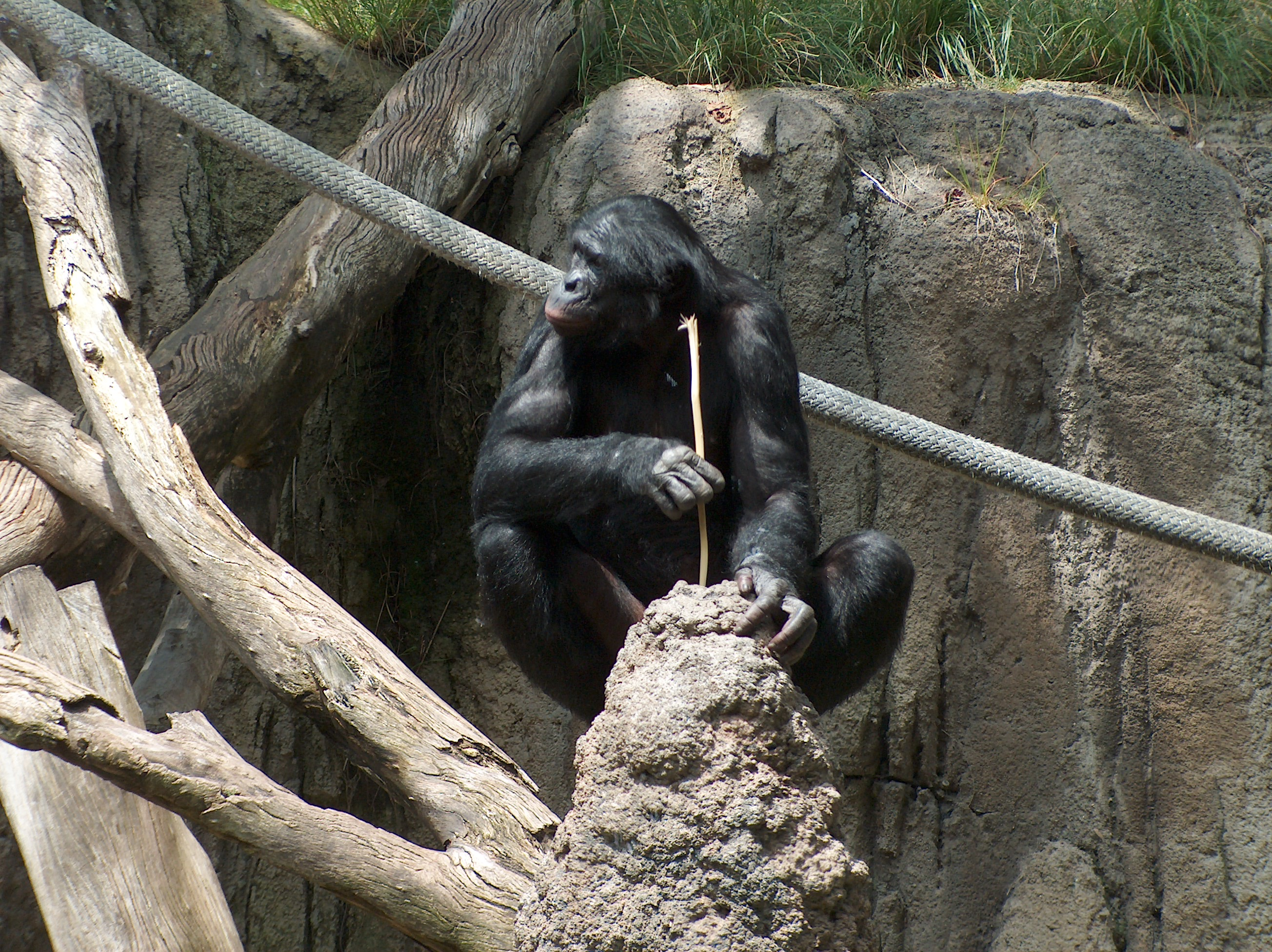
Szympans karłowaty „łowiący” termity za pomocą patyka

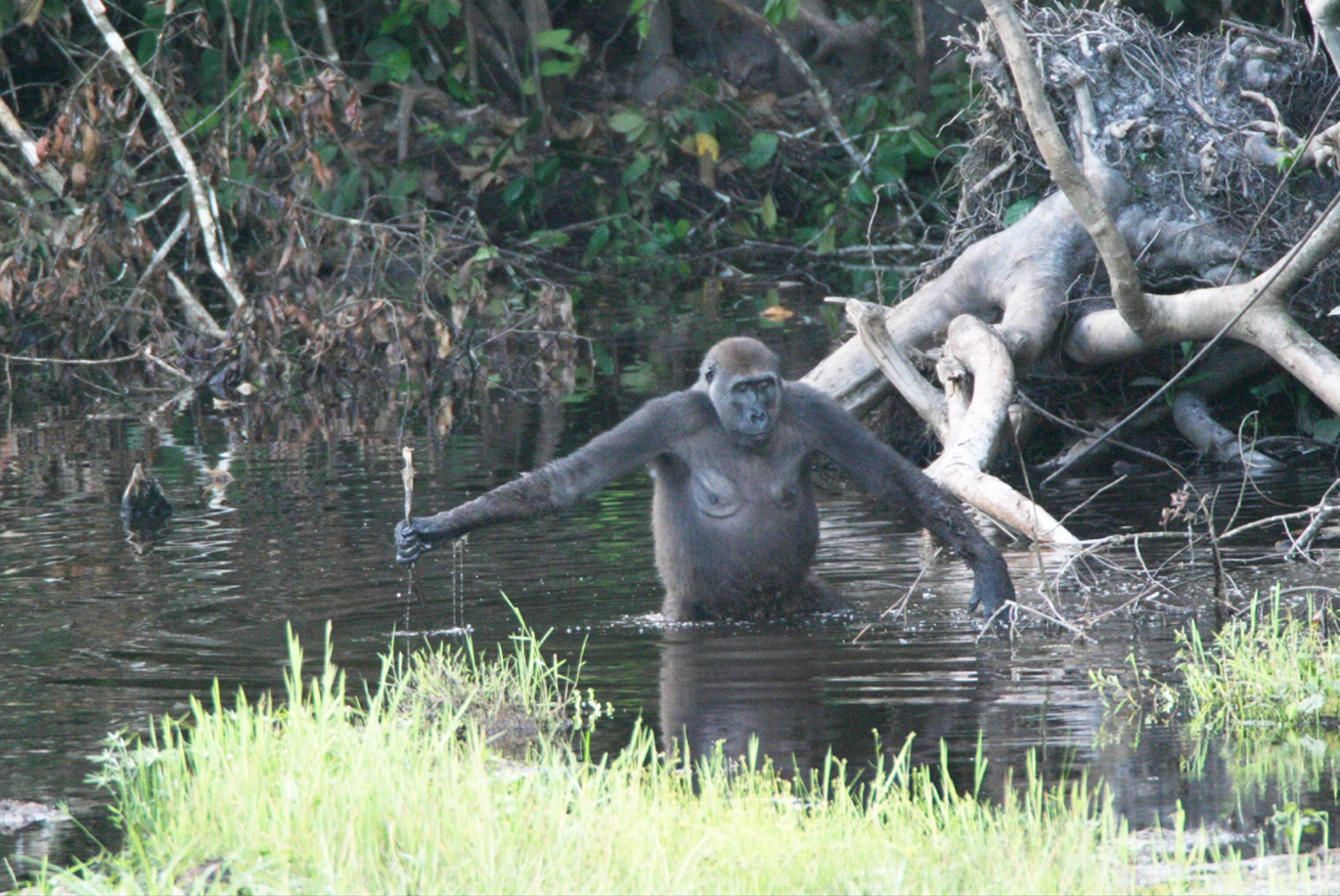
Goryl nizinny wykorzystuje patyk do sprawdzenia głębokości wody

Używanie narzędzi przez zwierzęta – zwierzęta używające narzędzi do wykonywania czynności obejmujących zdobywanie pożywienia i wody, pielęgnacji, obrony, rekreacji lub budowania. Przez długi czas uważano, że jest to wyłączna zdolność człowieka, ponieważ posługiwanie się narzędziami wymaga zaawansowanego poziomu poznawczego. Istnieją zwierzęta, zwłaszcza wśród ptaków i naczelnych, które nie tylko używają, ale nawet wytwarzają narzędzia, na przykład odrywając liście od gałązek, kształtując łodygę w łuk lub ostrząc gałąź, aby wykorzystać ją jako broń. Uważa się, że narzędzi używa szeroka gama zwierząt, w tym ssaki, ptaki, ryby, głowonogi i owady.

## Ssaki

### Naczelne
Wielokrotnie donoszono o używaniu narzędzi przez naczelne na wolności i w niewoli, szczególnie wśród małp człekokształtnych. Naczelne używają narzędzi do polowania, zbierania wody i miodu, przetwarzania żywności oraz jako broni i schronienia.
W 1960 roku brytyjska badaczka w dziedzinie prymatologii, etologii i antropologii Jane Goodall zaobserwowała szympansa wkładającego gałęzie trawy do gniazda termitów, a następnie przykładającego je do pyska. Nie będąc pewna co zaobserwowała, skopiowała ich zachowanie i zobaczyła termity przyczepiające się szczękami do gałęzi. Szympans używał trawy jako narzędzia do „łowienia” termitów.
Wytwarzanie narzędzi jest znacznie rzadsze niż używanie prostych narzędzi i prawdopodobnie wymaga większej aktywności poznawczej. Wkrótce po tym, jak odkryła w jaki sposób naczelne posługują się narzędziami, Goodall zaobserwowała, jak inne szympansy podnoszą małe liściaste gałęzie, usuwają liście i używają ich końcówek do łapania owadów. Ważnym odkryciem było przekształcenie liściastej gałązki w narzędzie. Wcześniej naukowcy uważali, że tylko ludzie wytwarzają i używają narzędzi i że ta umiejętność odróżnia ludzi od innych zwierząt. W 1990 roku przyjęto założenie, że tylko szympansy potrafią wytwarzać narzędzia. Jednakże od tego czasu zdolność tę zaobserwowano u innych naczelnych żyjących na wolności.

### Słonie
Słonie potrafią wytwarzać i używać narzędzi za pomocą trąby i nóg, zarówno na wolności, jak i w niewoli. Słonie indyjskie mogą używać gałęzi do odganiania much lub drapania się. Zaobserwowano, że 8 z 13 trzymanych w niewoli słoni indyjskich, trzymanych w środowisku naturalistycznym, modyfikowało gałęzie i wykorzystywało je do drapania. Zaobserwowano różne style modyfikacji gałęzi, najczęstszym było trzymanie lewej łapy głównej gałęzi za korzeń, aby oddzielić ją od pnia. Zaobserwowano, jak słonie kopią dziury, aby napić się wody, a następnie robią zatyczkę z kory drzewa i zakrywają dziurę, aby zapobiec parowaniu. Kilka godzin później słoń wraca na miejsce, aby się napić. Ponadto słonie indyjskie potrafią używać narzędzi do rozwiązywania trudnych problemów. Na przykład zaobserwowano uwięzionego samca, który przesuwał pudełko w miejsce, z którego mógł skorzystać jako stopień dotarcia do pożywienia, które celowo umieszczono poza jego zasięgiem. Zaobserwowano również, że słonie rzucały kamieniami w elektryczne pastuchy, aby je uszkodzić i móc przez nie przejść.

## Ptaki
Już w czasach starożytnych pojawiały się wieści o zdolnościach poznawczych niektórych ptaków, a zwłaszcza o ich umiejętności posługiwania się narzędziami. Dowodem na to są na przykład niektóre bajki greckiego pisarza Ezopa. W jednej z nich spragniona wrona nie ma więcej wody niż jest na dnie dzbana, do którego nie może dosięgnąć dziobem. Następnie przychodzi jej na myśl, aby wrzucić kamienie do dzbana i w ten sposób poziom wody podniesie się, aż będzie mogła się jej napić. To samo zachowanie zaobserwowano także współcześnie. Wśród ptaków wyróżniają się krukowate, a wrona brodata jest szczególnie bystra i zręczna.